# Crowdin
Crowdin es una propiedad de empresa de servicios y tecnología de localización basada en la nube. Proporciona software como servicio para productos comerciales y proporciona software de forma gratuita para proyectos no comerciales de código abierto y proyectos educativos.

## Historia
La empresa fue fundada en 2008 por el programador ucraniano Serhiy Dmytryshyn, como proyecto aficionado a la localización de pequeños proyectos. La plataforma se lanzó oficialmente en enero de 2009. Desde entonces, fue adoptado entre las empresas de desarrollo de software y juegos (incluyendo grandes superficies, como Minecraft inicialmente, más tarde Rust y recientemente Valve, creando su propia plataforma dentro de Crowdin para traducir sus videojuegos) para la traducción de software. La plataforma incluye un motor de traducción automática y una memoria de traducción para almacenar y reutilizar las traducciones y conservar una consistencia entre términos iguales.

## Mecánica de traducción
La herramienta cuenta con un editor de traducción en línea, donde los traductores pueden editar, sugerir y corregir los textos de las traducciones. Las estrategias de traducción pueden variar, incluyendo un equipo de traducción interno, una traducción por voluntarios de la comunidad (crowdsourcing) o una agencia de traducción externa. Crowdin tiene un mercado con agencias de traducción: Inlingo, Alconost, Applingua, Babble-on, Gengo, Tomedes, Translated, Translate by Humans, WritePath, Farsi Translation Services, Bureau Translations, e2f, Web-lingo, Leanlane y Acclaro.
Crowdin ha integrado traducción automática en el flujo de trabajo de traducción. Además, es compatible con los sistemas de traducción automática más famosos: Microsoft Translator, traductor de Yandex, traductor de Google, Traductor de Amazon, traductor Watson (IBM), traductor DeepL. Las traducciones automáticas pueden ser poseditas.